# Zofia Czartoryska
Zofia Czartoryska (15 septembre 1778 à Varsovie – 27 février 1837 à Florence), est une princesse polonaise de la famille Czartoryski.

## Biographie
Józefina Maria Czartoryska est la fille de Adam Kazimierz Czartoryski et d'Izabela Flemming.

## Mariage et descendance
Le 20 mai 1798, à Puławy, elle épouse Stanisław Kostka Zamoyski (en). Ils pour enfants :
- Konstanty Zamoyski (en) (1799–1866)
- Andrzej Artur Zamoyski (1800-1874)
- Jan Zamoyski
- Władysław Stanisław Zamoyski (1803-1868)
- Celina Gryzelda Zamoyska
- Jadwiga Klementyna Zamoyska (pl) (1806-1890)
- Zdzisław Zamoyski (en) (1810-1855)
- Auguste Zamoyski
- Eliza Elżbieta Zamoyska
- Stanisław Kostka Zamoyski

## Sources
- (en) Cet article est partiellement ou en totalité issu de l’article de Wikipédia en anglais intitulé « Zofia Czartoryska » (voir la liste des auteurs).